# Liste der Kulturdenkmäler in Niederbachheim
In der Liste der Kulturdenkmäler in Niederbachheim sind alle Kulturdenkmäler der rheinland-pfälzischen Ortsgemeinde Niederbachheim aufgeführt. Grundlage ist die Denkmalliste des Landes Rheinland-Pfalz (Stand: 8. Dezember 2023).

## Einzeldenkmäler
| Bezeichnung              | Lage                                           | Baujahr                           | Beschreibung | Bild                           |
| ------------------------ | ---------------------------------------------- | --------------------------------- | --- | ------------------------------ |
| Backhaus                 | Brunnenstraße, gegenüber Nr. 1 Lage            | Mitte des 19. Jahrhunderts        | eingeschossiges Backhaus, Mitte des 19. Jahrhunderts                                                                   | weitere Bilder Fotos hochladen |
| Wohnhaus                 | Hauptstraße 11 Lage                            | 17. Jahrhundert                   | Fachwerkhaus, teilweise massiv, 17. Jahrhundert                                                                        | BW                             |
| Schäfershäuschen         | Hauptstraße 13 Lage                            | um 1800                           | kleiner Fachwerkbau, teilweise verschiefert, um 1800, Kniestock aus dem 19. Jahrhundert, Fachwerkschuppen mit Laube    | Fotos hochladen                |
| Hofanlage                | Lindenstraße 3 Lage                            | spätes 18. Jahrhundert            | Dreiseithof, wohl aus dem späten 18. oder vom Anfang des 19. Jahrhunderts; Fachwerkhaus, Fachwerkscheune, Stallgebäude | Fotos hochladen                |
| Evangelische Pfarrkirche | Lindenstraße 14 Lage                           |                                   | Westturm und Schiff wohl romanisch, gotischer Chor                                                                     | weitere Bilder Fotos hochladen |
| Kriegerdenkmal           | Lindenstraße, bei Nr. 14 auf dem Kirchhof Lage | erste Hälfte des 20. Jahrhunderts | Kriegerdenkmal 1914/18, erste Hälfte des 20. Jahrhunderts                                                              | weitere Bilder Fotos hochladen |
| Wohnhaus                 | Lindenstraße 21 Lage                           | um 1860/70                        | stattliches Wohnhaus (ehemaliges Pfarrhaus?); kubischer Walmdachbau, Bruchstein, um 1860/70                            | Fotos hochladen                |
| Pliesenmühle             | südöstlich des Ortes Lage                      | 18. Jahrhundert                   | Wohn- und Wirtschaftsgebäude, verputzt, wohl aus dem 18. Jahrhundert; viergeschossiger Mühlenneubau, wohl um 1930      | BW                             |